# Samohamowność

Samohamowalność w zależności od miejsca obciążenia.

Samohamowność – właściwość układów mechanicznych polegająca na możliwości napędzenia go tylko z jednej strony.
Przykładem może być połączenie śruba-nakrętka, w którym układ może być napędzany tylko poprzez przyłożenie momentu siły obracającego nakrętkę, przyłożenie siły nacisku próbującego przesunąć nakrętkę nie spowoduje jej przesunięcia.
Samohamowność występuje, gdy pozorny kąt tarcia jest większy od kąta nachylenia linii śrubowej.